# Andreas Friedrich Gottlob Glaser
Andreas Friedrich Gottlob Glaser, auch Andreas Friedrich Gottlieb Glaser (* 11. März 1762 in Michelfeld; † 21. März 1837 in Neustrelitz) war ein deutscher evangelisch-lutherischer Geistlicher und von 1809 bis 1837 als Superintendent in Neustrelitz der Leitende Geistliche in Mecklenburg-Strelitz. 

## Leben
Andreas Friedrich Gottlob Glaser war ein Sohn des Pfarrers und späteren Inspektors Carl Albrecht Glaser und seiner Frau Anna Florine, geb. Messerer. Nach Unterricht bei seinem Vater studierte er ab 1780 Evangelische Theologie an der Universität Göttingen. Auf eine Empfehlung seines Lehrers Johann Georg Heinrich Feder hin wurde er Hauslehrer bei dem Präfekten und Konsistorial-Assessor Schrader in Lauenburg. Hier bestand er auch beide theologische Examina. 
Von 1788 bis 1796 war er Hofmeister bei Graf von Rechtern in Den Haag. 
An der Universität Helmstedt wurde er 1798 zum Dr. phil. promoviert und habilitierte sich als Privatdozent. 1800 erhielt er die Berufung zum Pastor an der St.-Stephani-Kirche (Helmstedt) und 1804 zum Professor für Homiletik und Katechetik. 1806 wurde er zum Dr. theol. promoviert. 
Am 20. März 1809 berief ihn Herzog Karl II. zum Konsistorialrat, Superintendenten und Hofprediger in Neustrelitz. Damit wurde er der Leitende Geistliche der kleinen Landeskirche von Mecklenburg-Strelitz mitsamt dem Fürstentum Ratzeburg. Am Pfingstsonntag 1809 wurde er in sein Amt eingeführt. Zu bedeutenden Ereignissen seiner Amtszeit, bei denen er die Predigten hielt, gehörten die Wiedereinweihung der Marienkirche in Friedland 1810, die Aufstellung des Mecklenburg-Strelitzischen Husaren-Regiments in den Befreiungskriegen 1813 und die Trauerfeier für Herzog Karl im November 1816. In seinen letzten Lebensjahren konnte er aus gesundheitlichen Gründen nur noch einen kleinen  Teil seiner Amtsgeschäfte verwalten.
Er war zunächst seit 1804 verheiratet mit Christiane Justine Friederike, geb. Cappel, einer Tochter des Hofrats und Professors Wilhelm Friedrich Cappel in Helmstedt. Die Ärzte Johann Friedrich Ludwig Cappel und Ludwig Christoph Wilhelm Cappel waren seine Schwäger, die Schauspielerin und Schriftstellerin Clara Anschel seine Schwägerin. Nach ihrem Tod 1818 heiratete er 1819 Wilhelmine, geb. Binder (1796–1854), eine Tochter des Hofrats Christian Wilhelm Binder in Neubrandenburg. Aus der ersten Ehe hatte er vier Töchter, die alle Pastoren heirateten.

## Werke
- De Johanne apostolo, evangelii quod nomen ejus prae se fert, vero autore Helmstedt 1806 (Digitalisat)
- Homilien, Predigten und Charaktergemälde zur Beförderung christlicher Weisheit und Tugend.

Band 1 1796
Band 2 1803
- Leben und Regierung des Papsts Leo des Zehnten. Aus dem Englischen des Roscoe. 3 Teile, Leipzig: Crusius 1806–1808 (Übersetzung von William Roscoe: The Life and Pontificate of Leo the Tenth. London  1805)

Digitalisat, HathiTrust
2. Auflage: Leben und Regierung des Papstes Leo des Zehnten. Aus dem Englischen von Andreas Friedrich Gottlob Glaser. Mit Anmerkungen von Heinrich Philipp Konrad Henke. Wien: Härter 1817/1818 (= Bibliothek historischer Classiker aller Nationen)
Digitalisat von Band 2, HathiTrust
- Einweihungs-Predigt bey der Wiedereröffnung der Marienkirche zu Friedland. Neubrandenburg: Bolzendahl 1810
- Predigt bei der Aufforderung zum freiwilligen Dienste für die Rettung des Vaterlandes im Herzogthum Mecklenburg-Strelitz. Neustrelitz: Albanus 1813
- Gedächtnispredigt auf das ... Ableben ... : [Gedächtnispredigt auf Carl Ludwig Friedrich II., Großherzog von Mecklenburg, +6. Nov. 1816] Neustrelitz: Lorenz 1816